# سفارت بریتانیا در مادرید
سفارت بریتانیا در مادرید (به اسپانیایی: Embajada del Reino Unido en Madrid) یک منطقهٔ مسکونی و نمایندگی سیاسی این کشور در اسپانیا است که در مادرید واقع شده‌است.